# Brancourt-le-Grand
Brancourt-le-Grand je francouzská obec v departementu Aisne v regionu Hauts-de-France. V roce 2012 zde žilo 615 obyvatel.

## Poloha obce
Sousední obce jsou: Beaurevoir, Bohain-en-Vermandois, Fresnoy-le-Grand, Montbrehain a Prémont.

## Vývoj počtu obyvatel
Počet obyvatel

## Osobnosti obce
- Eudoxe Irénée Mignot, arcibiskup albijský